# جيم بيبلز
جيم بيبلز (بالإنجليزية: Phillip James Edwin Peebles) (و. 1935 – م) هو عالم فلك، وعالم فيزياء فلكية، وأستاذ جامعي من كندا. ولد في وينيبيغ. هو عضوٌ في الأكاديمية الوطنية للعلوم، والجمعية الملكية، والأكاديمية الأمريكية للفنون والعلوم. في يوم 8 أكتوبر 2019 أعلن عن فوزه بجائزة نوبل في الفيزياء رفقة السويسريين ميشيل مايور وديدييه كيلوز نتيجة أبحاثهم في فهم تطور العالم وموضع الأرض بالنسبة للكون.

## التعليم
تعلم في جامعة برنستون.

## مناصب وهيئات
أدار جامعة برنستون.

## جوائز
حصل على جوائز منها:
- جائزة نوبل في الفيزياء (2019).
- ميدالية ديريك (2013)
- جائزة شو (2004) [13]
- جائزة كرافورد (2005)
- جائزة مؤسسة تومالا (2003)
- الميدالية الذهبية للجمعية الفلكية الملكية (1998)
- محاضرة أوسكار كلاين التذكارية (1997)
- وسام بروس (1995)
- جائزة المحاضر لهنري نوريس راسيل (1993)
- Petrie Prize Lecture [الإنجليزية]‏ (1989)
- جائزة دانيال هاينمان للفيزياء الفلكية (1982)
- وسام إدينجتون (1981)
- جائزة غروبر في علم الفلك [الإنجليزية]‏
- جائزة هارفي.